# Hasso von Flemming
Tam Hasso Graf von Flemming-Benz (* 3. August 1838 in Basenthin, Kreis Cammin, Hinterpommern; † 3. Juni 1896 in Benz) war ein deutscher Rittergutsbesitzer und Parlamentarier.

## Familie
Hasso war der Sohn von Franz Wilhelm Karl von Flemming (* 3. November 1802; † 20. Juli 1887) und dessen Ehefrau Franziska von Schöning (* 3. Juli 1811; † 13. Dezember 1894).
Er heiratete 1867 Else Freiin von Steinäcker (1847–1934) und hatte mit ihr folgende Kinder:
- Curd Graf von Flemming (1868–1942), Mitglied des Preußischen Herrenhauses, ⚭ 1896 Marie von Brockhusen (1874–1955)
- Margarete von Flemming (* 1869) ⚭ 1891 Friedrich von Marwitz († 1912)
- Karl von Flemming-Basenthin (1872–1938), der deutschkonservative Reichstagsabgeordnete, ⚭ 1900 Carola von Ploetz (1880–1971)
- Tam von Flemming (1873–1933) ⚭ 1898 Viola von Bonin (* 1878)
- Heino von Flemming (* 1876)
- Richard von Flemming (1879–1960)

## Leben
Hasso von Flemming studierte an der Ruprecht-Karls-Universität Heidelberg. 1860 wurde er Mitglied des Corps Guestphalia Heidelberg. Er wurde Fideikommissherr auf Benz und Erbherr auf Basenthin, Böck, Schnatow und Nemitz. Durch professionelle Schafzucht erweiterte er seinen Besitz um zahlreiche Güter.
Flemming war Landschaftsrat der Pommerschen Landschaft und Erblandmarschall von Hinterpommern. Von 1868 bis 1870 saß Flemming für den Wahlkreis Stettin 6 (Greifenberg, Cammin) im Preußischen Abgeordnetenhaus. Er gehörte der Fraktion der Konservativen Partei an.
1888 wurde er in den preußischen Grafenstand erhoben (erblich, in Primogenitur).